# Autodidactical Freestyle and Radical
Autodidactical, Freestyle and Radical is het eerste studio-album van de Amerikaans zanger, songtekstschrijver en rapper Bushwalla. Hiervan is In the Future als eerste single uitgebracht en Creatures in the Yard als tweede.

## Nummers
1. "Acoustic Rhymer" - 3:44
2. "Gangsta Skit" - 0:37
3. "Gangsta - 3:24
4. "Self Deprecating Hip-Hop" - 4:37
5. "Feel the Funk" - 0:47
6. "In the Future" ft. Jason Mraz - 3:25
7. "Soul Train" - 4:25
8. "Fall Through Glass" - 3:08
9. "Creatures in the Yard" ft. Jason Mraz - 4:12
10. "This Unthinkable Place" - 3:39
11. "The Good Doctor" - 0:24
12. "Tiger Spots" - 2:40
13. "Chaos" - 0:22
14. "Brown" - 2:05
15. "Scribblers Heart" - 9:50